# الإمام محمد عبده (مسلسل)
الإمام محمد عبده تدور الأحدث حول سيرة أحد رواد التجديد الفكري والديني في العالم الإسلامي وهو الأمام «محمد عبده» الذي تلقى دراسته بالأزهر وقد نجح بفكره المستنير أن يجمع بين ثوابت الدين والعقلانية التي تفتح باب الاجتهاد بما لا يتعارض مع ثوابت العقيدة فنراه يتمرد على الجمود الفكري والعقليات الجامدة المتحجرة وهو تمرد سبب له الكثير من المشاكل في بداية حياته الفكرية.... يتعرف الأمام «محمد عبده» على «جمال الدين الأفغاني» ويقودان الحركة الوطنية للتخلص من الاحتلال البريطاني ويواصلان جهادهما من اجل نشر التعليم وإصلاح الأزهر والأوقاف واصبح «محمد عبده» أحد أقطاب حركة الإصلاح الفكري والسياسي في مصر والعالم الإسلامي.

## الممثلون
| - أحمد عبد العزيز: الأمام محمد عبده - وفاء عامر: الراقصة نوارة - عفاف شعيب: والدة محمد عبده - طارق لطفي: فكري أبن عم نوارة - منى عبد الغني: غالية زوجة محمد عبده - أحمد خليل: دسوقي والد نوارة - أشرف عبد الغفور: الشيخ حسن الطويل - هادي الجيار: عيسوي البلطجي | - محمود مسعود: عبد الباسط - مدحت مرسي: الشيخ عليش - إبراهيم خان: خادم الباشا - شريف خير الله: منصور أخو فكري - حسن كامي: الباشا محمد عبد الحليم - فاروق الرشيدي: الشيخ سالم المويلحي - مفيد عاشور: جمال الدين الأفغاني - إنتصار: هانم زوجة عيسوي | - صفاء جلال: فاطمة - ميمي جمال: زهرة هانم - عزة بهاء: الأميرة نازلي فاضل - ضياء الميرغني: برعي مساعد عيسوي - عهدي صادق: كاتب مساعد عيسوى - المرسي أبو العباس: الشيخ درويش خضر - رضا الجمال: حسين المرصفلي - بسام رجب: الخديوي توفيق | - لقاء سويدان: رحاب زوجة منصور - عزيزة راشد: قرنفل جدة محمد عبده - جلال عبد القادر:ٍ سالم شركس باشا - حسن العدل: عبد الله النديم - ياسر علي ماهر: سعد زغلول - محمد أحمد: عتريس خادم عبده - دينا أبو السعود:بدر حمادة زوجة محمد عبده | - دعاء سراج - فكري صادق: خال عبده خير الله - محمد ريحان: الشيخ الدردير - معتز السويفي:سليمان - محمد أحمد ماهر: عبده خير الله شابا - أحمد ماهر: والد محمد عبده - أحمد راتب: الشيخ عبد العاطي |

محمود الشاذلي: شيخ الجامع الأحمدي 
- زكي عبد المجيد 
- عبد الله مراد: رفاعة الطهطاوي 
- علي حسنين: شيخ كفيف
- محمود مهدي عباس 
- أسماء حجازي - شيماء حسن - فوقية منصور - نجلاء شعير 
- عبد المنعم سعد: شيخ أزهري - طلعت الشريف - مدحت شوقي 
- حسام بهية - محمود طاهر - أحمد عزت - سيد عيد 
- محمد خليل 
- سيد عثمان 
- كمال الألفي: السلطان عبد العزيز 
- جمال حجاج - محمد الكاشف - نبيل شوقي - محمد الشربيني - هشام جمال:أحمد عرابي 
- نادر حسن: سعيد أفندي 
- مجدي عبد الحليم - راضي غانم - ممدوح ياسين - محمد عبده - محمد محمود دياب - أحمد عبد السلام - محمد عابدين - عبد الحميد سند:حاجب الخدوي توفيق - شريف محمد - أشرف سامي - سعد أبو النصر - عاطف زكي - فاطمة مصطفى 
- محيي الدين عبد الحميد 
- أحمد زايد - مجدي شاكر - باسم محفوظ - ممدوح السنجري 
- سيد مصطفى 
- صلاح الحسيني: د. الباقوري
- مجدي عبد الباري - عصام الغنام - سيد طنطاوي - أحمد شومان 
- عبد العاطي صالح: ظابط الشرطة - صفوت القطان - أحمد أبو زيد - عبد اللطيف الطحاوي - صالح العويل - محمود مهدي - محمد خليل - أحمد غيث - -مهدي عباس - أبو السعود عطية 
- محمد صلاح: محمود سامي البارودي
- الأطفال: طلعت لاشين - أحمد غزال